# Palamós
Palamós est une commune de la comarque du Baix Empordà dans la province de Gérone en Catalogne (Espagne).

## Géographie
Palamós est situé à l'extrémité nord d'une grande baie, qui est populaire pour la natation, voile et planche à voile. La ville est parcourue par la C31, qui relie les villes côtières à Gérone. Palafrugell se trouve à 8,5 km au nord et Castell-Platja d'Aro à 7 km vers le sud.
Les principales activités économiques de la ville jusqu'à la seconde moitié du XXe siècle ont été la pêche et la fabrication du liège. Dans les années 1960, la ville a connu une croissance rapide du tourisme. L'architecture de Palamós en elle-même reste relativement inchangée avec un développement axé plus vers le sud, à Sant Antoni de Calonge, qui fusionne avec Palamos. La vie nocturne de la ville se concentre sur le vieux port qui est entouré de bars et de restaurants. La ville est également le foyer du club de football Palamós CF.

### Voies de communication  et transports
Palamós est traversé par la C-31 qui la relie aux communes voisines de Castillo de Aro et Palafrugell, ainsi qu'à Gérone, la capitale de la province. La ville n'ayant pas de gare ferroviaire, la station la plus proche se trouve à Flassá, Caldes de Malavella ou Gérone.

## Histoire
Les premières traces de peuplement sont le dolmen de Montagut (2500 - 1500 av J-C) et les vestiges du village ibérique del Castell.
En 1277, Pierre III le Grand, chargé de l'achat du château de Sant Esteve, commence sur des vestiges romains le développement d'un nouveau village, reconnu comme tel le 3 décembre 1279 par Pierre III d'Aragon.
Sa fondation est le résultat de la nécessité de remplacer le vieux port de Torroella de Montgrí qui subit un envasement rapide, et fournir un nouveau port au domaine de l'Ampurdán.
En 1543, les attaques turques causent une hécatombe parmi la population. Une bulle papale est alors accordée pour permettre à la ville de se relever.
La ville est frappée par la peste en 1652. Cette épidémie est à l'origine d'un pèlerinage annuel au sanctuaire de Bell-Lloch (XIIIe siècle)
En 1694, durant la guerre de la Ligue d'Augsbourg la ville est assiégée et prise par les troupes françaises du maréchal de Noailles.

## Culture
- Le Musée de la Pêche de Palamós[1].

## Démographie
| 1497  | 1515  | 1553   | 1717   | 1787   | 1857   | 1877   | 1887   | 1900   | 1910   | 1920   | 1930   | 1940   |
| ----- | ----- | ------ | ------ | ------ | ------ | ------ | ------ | ------ | ------ | ------ | ------ | ------ |
| 204   | 173   | 162    | 916    | 2.155  | 2.918  | 3.209  | 3.443  | 5.137  | 7.918  | 8.695  | 7.085  | 6.466  |
| 1950  | 1960  | 1970   | 1981   | 1990   | 1992   | 1994   | 1996   | 1998   | 2000   | 2002   | 2004   | 2006   |
| 5.836 | 7.639 | 10.088 | 12.178 | 13.296 | 13.405 | 13.913 | 14.239 | 14.420 | 14.959 | 15.662 | 16.231 | 17.197 |

## Personnalités liées à la commune
Palamós est le lieu de naissance de Frederic Pujulà i Vallés, qui a été un pionnier de la littérature de l'espéranto, dont Picasso a peint un portrait exposé au musée Picasso de Barcelone.

## Galerie de photographies

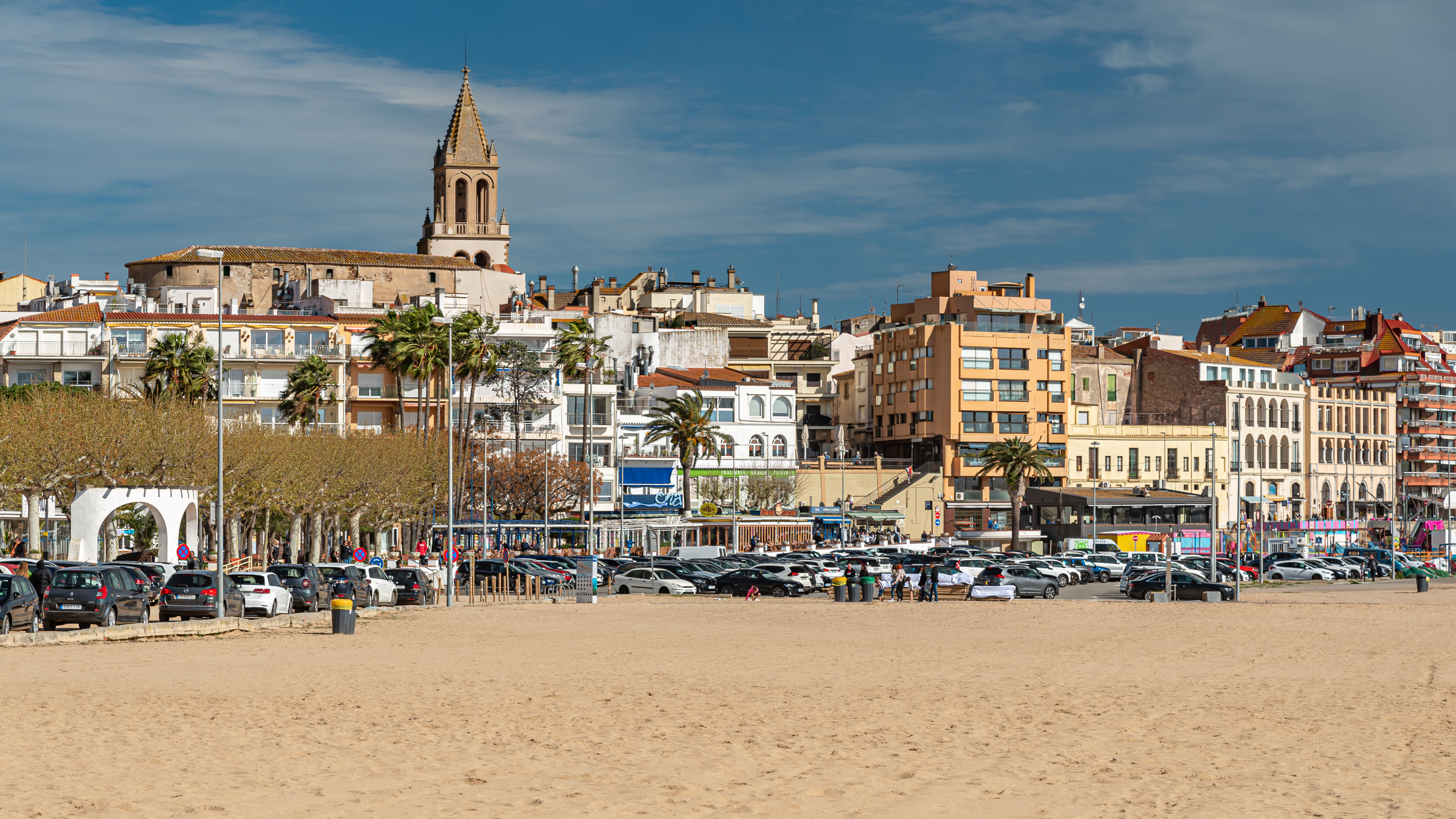
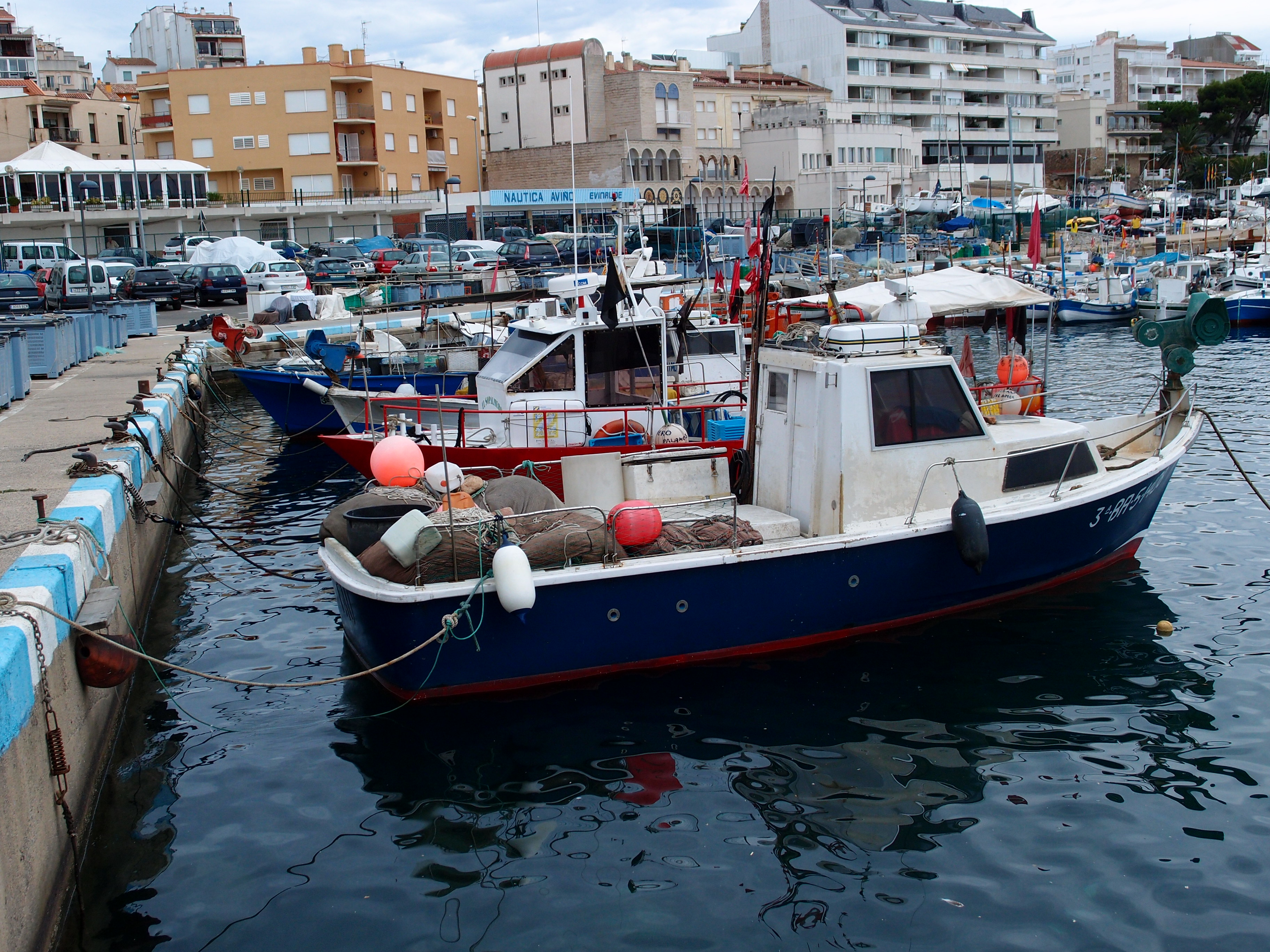
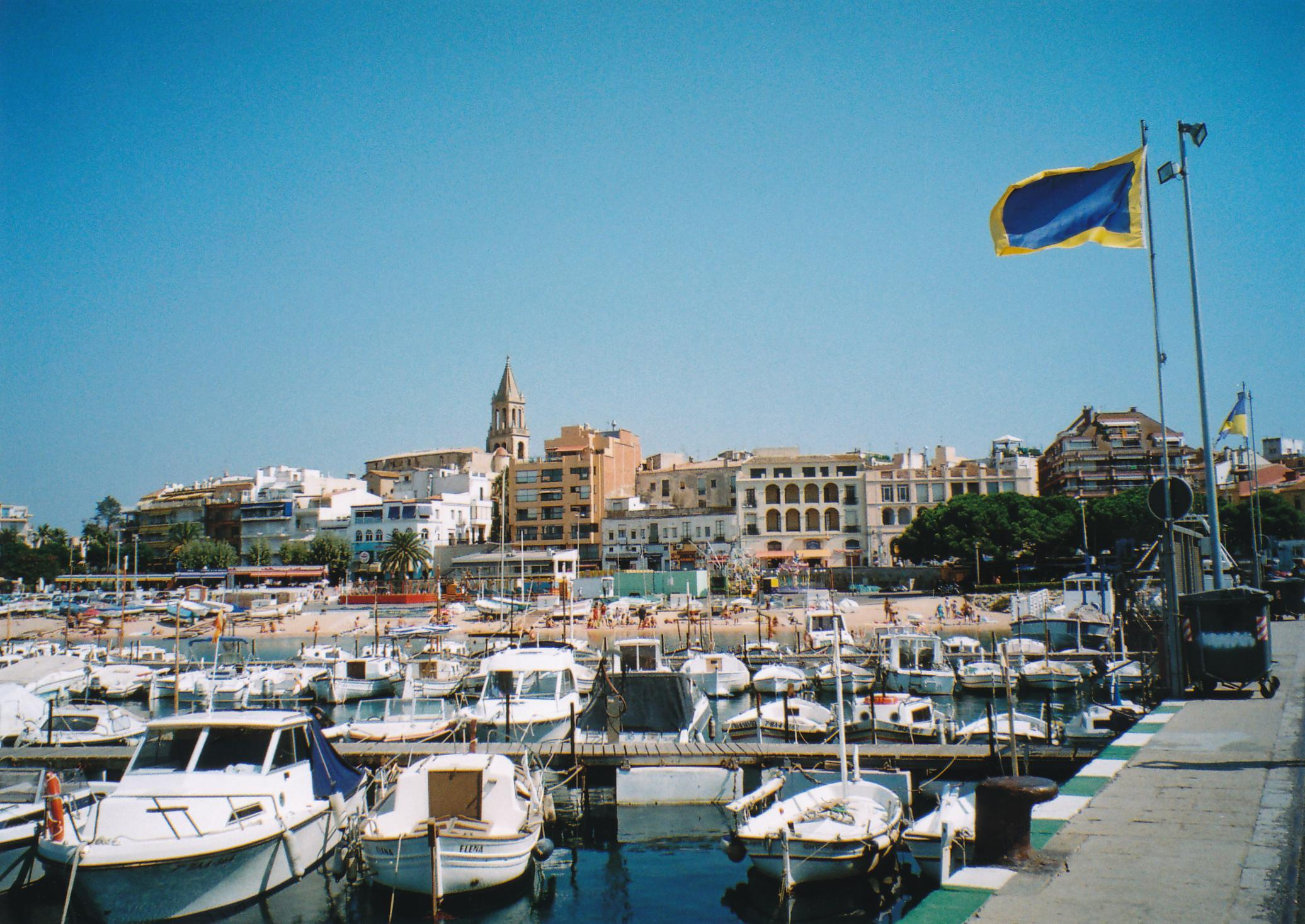
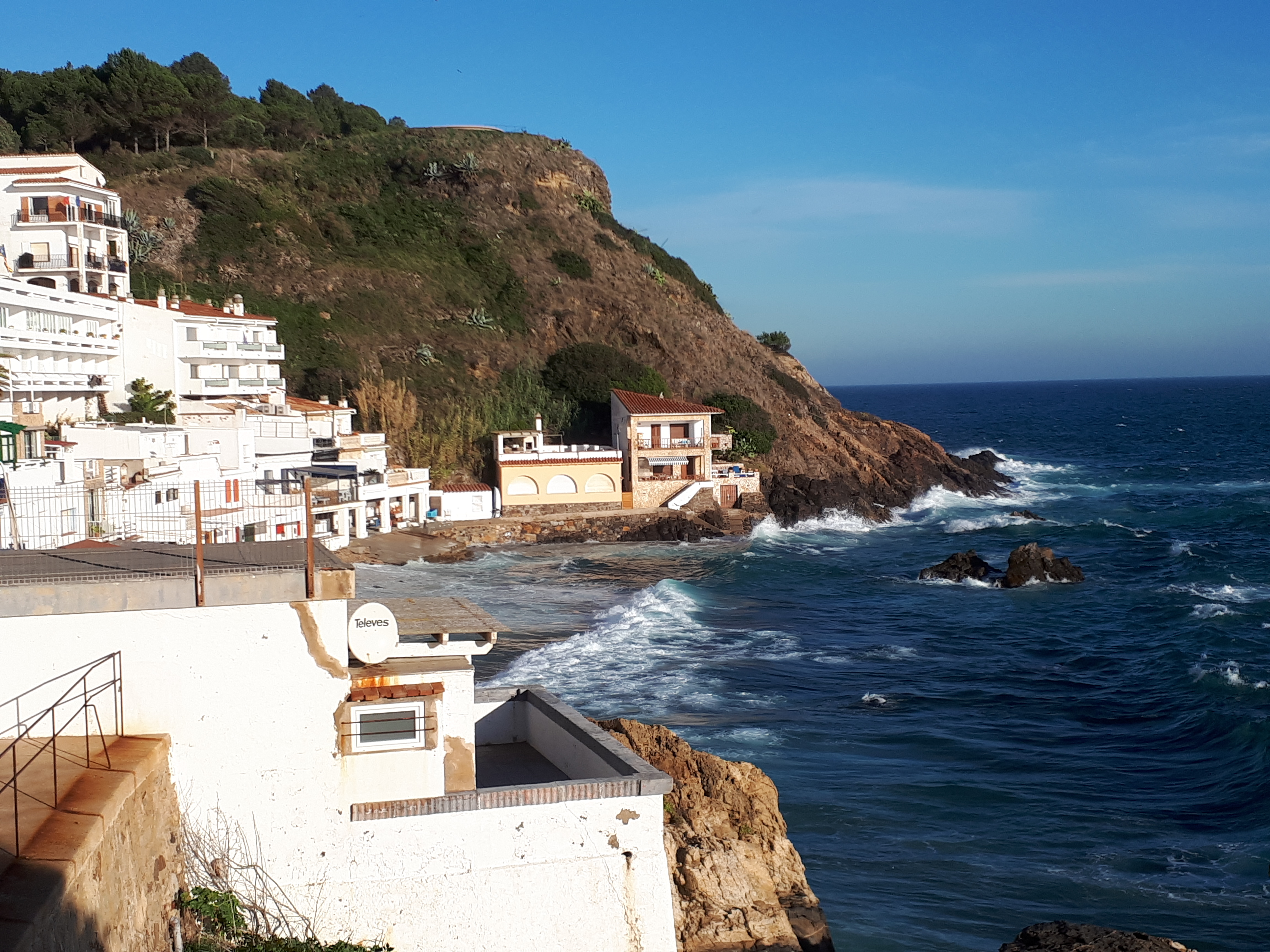
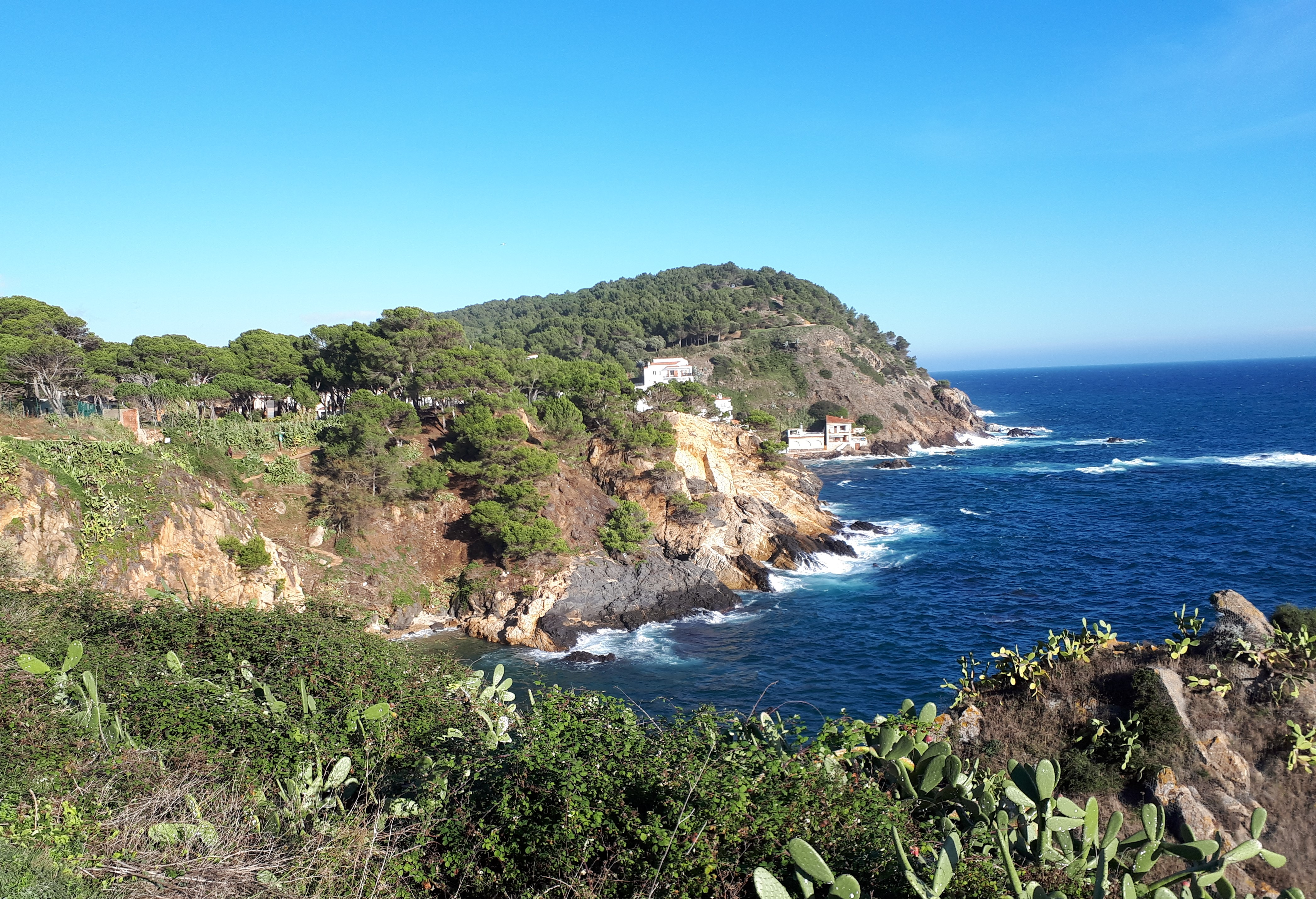